# ساحة الخلاني
ساحة الخلاني هي فلكة مرورية تقع في جانب الرصافة وسط بغداد قرب جسر السنك، لها موقع ستراتيجي مهم جدا، على الصعيد التجاري وعلى صعيد الحراك الجماهيري، فهي تتوسط أكبر منطقة تجارية، إذ تحتوي على اسواق متنوعة ودوائر حكومية مهمة ومراكز تجارية في العاصمة، حيث مكاتب المبيدات الزراعية والبذور والدواجن والمناحل والمشاتل، وتضم أكبر مراكز الادوات الاحتياطية للسيارات وكمالياتها، كما وتضم معارض ومحلات الادوات الاحتياطية للاجهزة المنزلية، ومكاتب زيوت السيارات ومعارض أدوات اجهزة التكييف، هذا إضافة إلى توسطها لخمسة شوارع مهمة في العاصمة بغداد، شارع الجمهورية الواصل بساحة الوثبة والشورجة، وشارع الجمهورية الواصل بساحة التحرير، وتفرع الجمهورية الواصل بساحة الطيران، والشارع المؤدي إلى جسر السنك والذي يربط منطقة السنك في الرصافة بمنطقة الصالحية في الكرخ، وأمتداد ذات الشارع من الجهة الأخرى والواصل إلى منطقة باب الشيخ وصولاً إلى شارع الشيخ عمر حتى محطة شرق بغداد عبر مقربات ساحة الخلاني، وهي تبتعد ٥٠٠ مترا عن ساحة التحرير، و٦٤٠ مترا عن ساحة الطيران و٥٦٠ مترا من ساحة الوثبة.

## اسمها
اكتسبت الساحة اسمها من جامع الخلاني المطل عليها من جهتها الشمالية الشرقية. وبحسب الشيعة الإثني عشرية فهو يضم مرقد السفير الثاني للامام المهدي ـ محمد بن عثمان العمري ـ والمعروف بالخلاني، وعند أهل السنّة، فإنه يضم مرقد أبي بكر الخلال الحنبلي، علما إن هذا الجامع بني في القرن ١٢ الهجري، وهو يحتوي ايضاً على مكتبة عامرة تأسست عام ١٩٤٥ على يد مجموعة من الشباب بالتعاون مع قيّم الجامع السيد محمد الحيدري وتبرعات العوائل البغدادية حتى أصبحت مكتبة كبيرة يقصدها الطلبة والباحثون بحثا عن المصادر أو للاستفادة من الهدوء والاجواء الدراسية، خاصة أيام الامتحانات.